# 別讓我走 (電視劇)
《別讓我走》，2016年1月起於日本TBS電視台金22時段（22:00 - 22:54，JST）播出的電視連續劇，由綾瀨遙主演。此劇由森下佳子執筆改編自日裔英國籍小說家石黑一雄的英文小說《別讓我走》，亦是此原作初次改拍為真人版電視劇。

## 劇情概要
保科恭子（綾瀨遙 飾）凝視著手術臺上的男子。恭子的臉上是哀莫大於心死、不帶任何感情的表情。她有一個使命。這使命即是......。
20年前，恭子（鈴木梨央 飾）在山裡的陽光學苑生活。此學苑是提供孩子們寄宿的學校，所有孩子們在此一同接受教育。某次，恭子的同班同學土井友彥（中川翼 飾）被男孩子們欺負，女孩子們的頭頭酒井美和（瑞城櫻 飾）想出言叫男生們住手時，恭子忍不住伸出援手。
某天，學苑來了一位新老師堀江龍子（伊藤步 飾）。雖然堀江是被校長神川惠美子（麻生祐未 飾）的教育理念所吸引而前往就職，但發現有著某種違和感。在那當下，神川校長表示要教育恭子等學生們「某件大事」。
「你們的出生是被賦予『使命』的」。

## 主要角色

### 陽光學苑學生
- 保科恭子：綾瀨遙（幼少時期：鈴木梨央）

對友彥有好感。
- 酒井美和：水川麻美（幼少時期：瑞城櫻）

依賴恭子，其後與友彥交往。
- 土井友彥：三浦春馬（幼少時期：中川翼）

對恭子有好感，但和美和交往。
- 真實：中井乃繪美（幼少時期：艾瑪・伯恩斯）

頭腦冷靜、以旁觀者冷眼看穿學校作為的混血女學生。和恭子友好。
- 珠美：馬場園梓（幼少時期：本間日陽和）

恭子好友，其後成為友彥的看護人。

### 陽光學苑教職員
- 堀江龍子：伊藤步

陽光學園體育老師。
- 山崎次郎：甲本雅裕（日语：甲本雅裕）

陽光學苑美術老師。
- 神川惠美子：麻生祐未

陽光學園校長。

### 合宿小屋舍友
- 峰岸：梶原善（日语：梶原善）

合宿小屋管理人。瞧不起小屋的年輕人們。
- 克枝：山野海（日语：山野海）

合宿小屋女舍監。
- 譲二：阿部進之介（日语：阿部進之介）

克枝的男友。
- 立花浩介：井上芳雄

對恭子有好感，其後和恭子交往。

### 其他
- Madam：真飛聖

## 幕後人員
- 原作：石黑一雄《別讓我走》
- 編劇：森下佳子
- 導演：吉田健（日语：吉田健）、山本剛義、平川雄一朗
- 製作人：渡瀨曉彥、飯田和孝
- 製作：TBS電視台

## 播出日程
| 集數                                                    | 播出日期 | 標題                                                                | 導演       | 收視率 |
| ------------------------------------------------------- | -------- | ------------------------------------------------------------------- | ---------- | ------ |
| 1                                                       | 1月15日  | 電視劇史上最哀悽的命運…步向衝擊性結局，可憐脆弱生命的盡頭之希望是？ | 吉田健     | 6.2%   |
| 2                                                       | 1月22日  | 緣分再續…20年前的謊言推動3人的命運                                  | 吉田健     | 6.2%   |
| 3                                                       | 1月29日  | 被開啟的門…新戀情究竟是希望還是絕望                                 | 山本剛義   | 7.7%   |
| 4                                                       | 2月05日  | 初戀何去何從…在被封閉的未來中看見的脆弱夢想和希望                   | 吉田健     | 7.4%   |
| 5                                                       | 2月12日  | 終於看見的希望！！提供者的延緩所導致的波亂之戀                      | 山本剛義   | 7.7%   |
| 6                                                       | 2月19日  | 第2章結束！！渴求的愛和希望的去向…永別                              | 平川雄一朗 | 6.8%   |
| 7                                                       | 2月26日  | 步向最終章…在最後日子臨近再會的夢所祈願的是原諒與愛                 | 平川雄一朗 | 6.7%   |
| 8                                                       | 3月04日  | 與友人道別…解開的緣分、被託付的臨終希望                             | 吉田健     | 6.2%   |
| 9                                                       | 3月11日  | 最後希望的去向…命運的全部真相被揭開的瞬間                           | 山本剛義   | 6.5%   |
| 10                                                      | 3月18日  | 愛與希望的結局…為了活著與愛人而被生下來的意義為何？                 | 吉田健     | 6.7%   |
| 平均收視率6.81%（收視率由Video Research於關東地區統計） |          |                                                                     |            |        |